# Akademija likovnih umetnosti v Zagrebu
Akademija likovnih umetnosti (izvirno hrvaško Akademija likovnih umjetnosti u Zagrebu), s sedežem v Zagrebu, je fakulteta, ki je članica Univerze v Zagrebu.